# V. Henrik angol király
V. Henrik angol király (Monmouthi vár, 1386. szeptember 16. –‎ Château de Vincennes, 1422. augusztus 31.) IV. Henrik és Mary de Bohun fia. Walesi hercegként híresen bohém életet élt, de trónra lépésekor szakított korábbi életmódjával. A középkori Anglia egyik legkiemelkedőbb hadvezére, igazi katonakirály volt.

## Élete
Királyként közbocsánatot hirdetett. A papság jóindulatát azzal iparkodott kiérdemelni, hogy John Wycliffe híveit (és a velük rokonszenvező lollardokat) hevesen üldözte. Henrik fő törekvése a francia trón elnyerése, az egykori franciaországi angol birtokok visszafoglalása volt.
1415. augusztus 13-án  nagyjából tizenkétezer katonával partra szállt Normandiában. Négy nappal később megkezdte Harfleur ostromát, amely csak szeptember 22-én kapitulált előtte. Október 25-én az azincourt-i csatában súlyos vereséget mért a francia lovasseregre.
1417 augusztusában újra átvitorlázott Normandiába, amikor az orléans-i párt a dauphinnel egyetértve, a burgundi herceget meggyilkoltatta, mire fia, Jó Fülöp még szorosabban kötődött Angliához. Az elszigetelt francia udvar kénytelen volt tehát békét kötni, mely 1420. május 21-én Troyes-ban létrejött. Ennek értelmében Henrik VI. Károly francia király leányát, Katalint feleségül vette, apósának halála után pedig a francia koronát is megörökölte volna, mely Katalintól származó gyermekeire is átszállt volna.
Természetesen a dauphin tiltakozott a szerződés ellen s a fellázított skótok támogatására számítva újra megindította a háborút. 1421. március 23-án Baugé (ma Baugé-en-Anjou része) mellett megverte ugyan az angolokat, de ennek hírére Henrik újabb sereggel hajózott át Franciaországba, ahol megint győztesen előrenyomult; tervei keresztülvitelében azonban korai halála megakadályozta.
Felesége, Valois Katalin egy gyermeket szült Henriknek, a későbbi VI. Henriket.

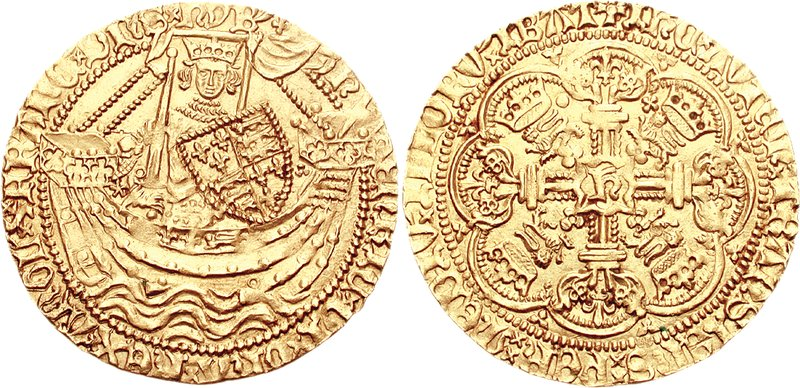
V. Henrik noble aranyérméjének elő- és hátoldala.

Mint uralkodó, igazságszerető és törvénytisztelő volt. A középkor egyik kiemelkedő hadvezére, Angliában nemzeti hősként tekintenek rá. Özvegye, Katalin utóbb Owen Tudorhoz ment feleségül, kinek utódai VII. Henrikkel jutottak Anglia trónjára. V. Henrik a hőse William Shakespeare azonos című királydrámájának.

## Halála
Hirtelen halt meg 1422. augusztus 31.-én a Vincennes-i kastélyban. Feltehetőleg vérhasban halt meg, Meaux ostroma alatt.  Azonban a betegség halála előtt már jóval korábban cselekvőképtelenné tehette. Halálának másik lehetséges oka a hőguta, halálát megelőző nap teljes testpáncélban lovagolt. 35 éves volt és 9 évig uralkodott.
Röviddel a halála előtt, fivérét János bedfordi herceget Franciaország régensévé, a trónörökös oltalmazójává nevezte ki, VI. Henrik, ekkor még csak néhány hónapos volt. Henrik nem élt azzal a lehetőséggel, hogy Franciaország királyává koronázzák, amire magabiztosan számíthatott a troyes-i megállapodás révén.
Henrik bajtársai, Lord Steward és John Sutton, Dudley 1. bárója visszavitték Henrik testét Angliába, hogy királyi temetést kapjon. 1422. november 7-én temették el a Westminsteri apátságban. 1953-ban exhumálták a sírját és kiderült, hogy Henrik mellé temették Richard Courtenay-t.